# Myopsocus chocoensis
Myopsocus chocoensis (лат.) — вид сеноедов рода Myopsocus из семейства Myopsocidae. Южная Америка: Колумбия. Название происходит от имени департамента Чоко (Choco), где был найден голотип. Мелкие насекомые, длина переднего крыла около 2 мм. Основная окраска тела коричневая. Принадлежит к совокупности видов, у которых нет переднего крыла с фестончатым апикальным краем некоторых его ячеек, но в отличие от них он представляет гипандрий с двумя короткими закруглёнными апикальными отростками, с зубцами на внешнем крае, фаллосомой яйцевидной формы с широкой боковой перемычкой объединённой в основании; наружные парамеры чётко дифференцированы, удлинённо-заострённые, с хорошо развитой эдеагальной дугой.